# Kevin Scott (Schiedsrichter)
Kevin Scott (* 24. April 1978 in Oconee County, South Carolina) ist ein US-amerikanischer Schiedsrichter im Basketball, der seit dem Jahr 2010 in der NBA tätig ist. Er trägt die Uniform mit der Nummer 24.

## Karriere

### College-Basketball
Vor dem Einstieg in die NBA arbeitete er vier Jahre als College-Basketballschiedsrichter in der Southeastern Conference, sechs Jahre in der Southern Conference, sieben Jahre in der Big South Conference und zehn Jahre in der Atlantic Sun Conference.

### National Basketball Association
Scott begann im Jahr 2010 seine NBA-Schiedsrichterlaufbahn beim Spiel der Charlotte Bobcats gegen die Orlando Magic.
Zuvor war er vier Jahre als Schiedsrichter in der NBA G-League tätig.